# Louis Berkhof
Louis Berkhof (Emmen, Drente, 14 de octubre de 1873-Grand Rapids, Michigan, 18 de mayo de 1957) fue un teólogo reformado cuyos escritos han influido de manera significativa en los seminarios y en las facultades de teología de las universidades de los Estados Unidos y de Canadá y en los cristianos en general a lo largo del siglo XX.

## Biografía
En 1882 siendo aún un niño emigró junto a su familia a los Estados Unidos de América. Instalados en Norteamérica su familia pasó a formar parte de la iglesia Cristiana Reformada que, por entonces, todavía utilizaba el idioma neerlandés en la adoración. De joven cursó estudios teológicos en el Seminario Teológico Calvino de Grand Rapids, Míchigan y fue ordenado como pastor. Al graduarse del seminario en 1900 se casó con Reka Dijkhuis. Tuvieron cuatro hijos antes de la muerte de ella en 1928. Luego se casó con Dena Heyns-Joldersma, que tenía dos hijas.

### Teólogo, pastor y docente
Llamado al ministerio cristiano estudió y se graduó en el Seminario Teológico Calvino, y posteriormente en el Princeton Theological Seminary (1902-1904), con maestros como Warfield y G. Vos. Después de un corto tiempo de pastorado, en Oakdale Park Christian Reformed Church en Grand Rapids (1904-1906), fue llamado a enseñar teología del Antiguo y Nuevo Testamento, primero, y después teología sistemática, en el Calvin Theological Seminary (1906), lo cual hará por espacio de 38 años. Desde 1931 ocupó el puesto de Presidente del seminario y moldeó su teología, excluyendo cualquier infiltración dispensacionalista, fundamentalista y de la alta crítica modernista.

### Influencia
Louis Berkhof está fuertemente influenciado por sus compatriotas Herman Bavinck y Abraham Kuyper y su antiguo profesor G. Vos. Publicó unos 22 libros, siendo el más conocido y apreciado de todos su obra magna Teología sistemática (1932), traducida al castellano en 1969. En un principio tuvo poco impacto fuera de la comunidad de inmigrantes holandeses donde se movía, debido a la extrema influencia liberal, tan contraria al calvinismo representado por Berkhof y tan atacada por él. Con el tiempo llegó a reimprimirse sin descanso y usarse como libro de texto en colegios, seminarios, institutos e iglesias de medio mundo, desplazando con creces la más voluminosa Teología sistemática de Charles Hodge. El teólogo Wayne Grudem ha calificado la Teología Sistemática de Berkhof como "un gran tesoro de información y análisis ... probablemente el más útil de un volumen de teología sistemática disponible desde cualquier punto de vista teológico".

## Pluma calvinista
De alto calibre intelectual y bíblico, es un maestro de sentencia concisa y densa en contenido. Rehusó innovar o ser original donde no creía serle permitido, de ahí que su teología represente una lúcida exposición de las riquezas de la teología reformada, que arranca de Juan Calvino, y que se expresa en erudición, concisión, claridad y espiritualidad. Firme mantenedor de la Palabra de Dios como infalible e inerrante. Leal continuador del calvinismo histórico.

## Principales publicaciones en castellano
- Introducción a la teología sistemática.
- Manual de doctrina cristiana.
- Principios de interpretación bíblica.
- Sumario de doctrina cristiana.
- Teología sistemática.
- Historia de las doctrinas cristianas.